# جيم مان
جيم مان (بالإنجليزية: Jim Mann)‏ هو لاعب كرة قاعدة أمريكي، ولد في 17 نوفمبر 1974 في بروكتون في الولايات المتحدة.

## وصلات خارجية
- جيم مان على موقعبيزبول رفرنس.كوم (الدوري الرئيسي) (الإنجليزية)
- جيم مان على موقعبيزبول رفرنس.كوم (الدوري الثانوي) (الإنجليزية)
- جيم مان على موقع مشجعي الرسوم البيانية (الإنجليزية)